# حسين زاميهران
حسين زاميهران (21 مارس 1992 بمشهد في إيران - ) هو لاعب كرة قدم إيراني في مركز الهجوم. لعب مع نادي بديده ونادي بيام وحدت خراسان ونادي مشكي بوشان.

## وصلات خارجية
- حسين زاميهران على موقع قاعدة بيانات كرة القدم.إي يو (الإنجليزية)
- حسين زاميهران على موقع Soccerway.com (الإنجليزية)